# لاورن (آلاباما)
لاورن (به انگلیسی: Luverne) شهری است در شهرستان کرنشاو ایالت آلاباما در کشور آمریکا

## نگارخانه

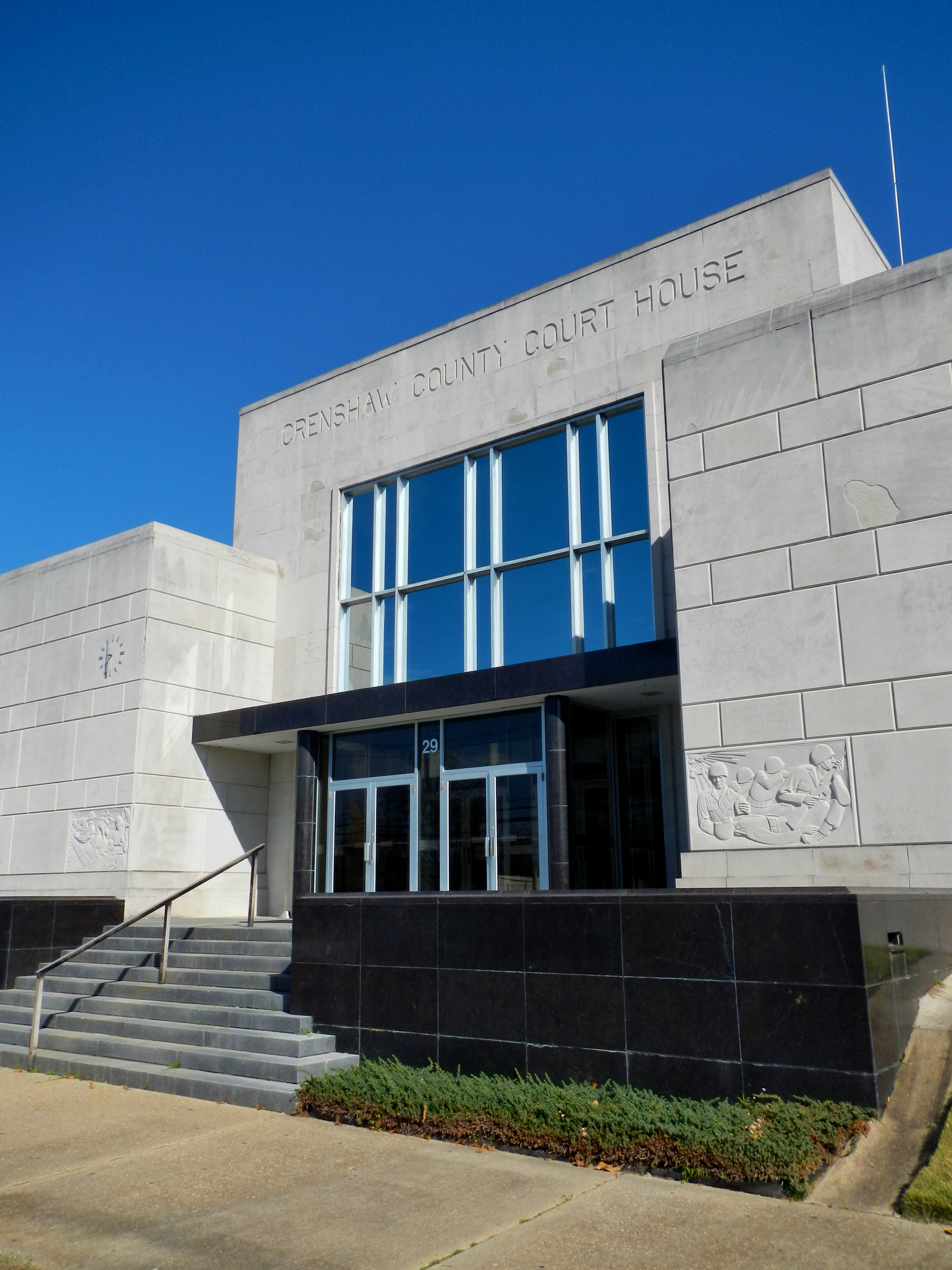
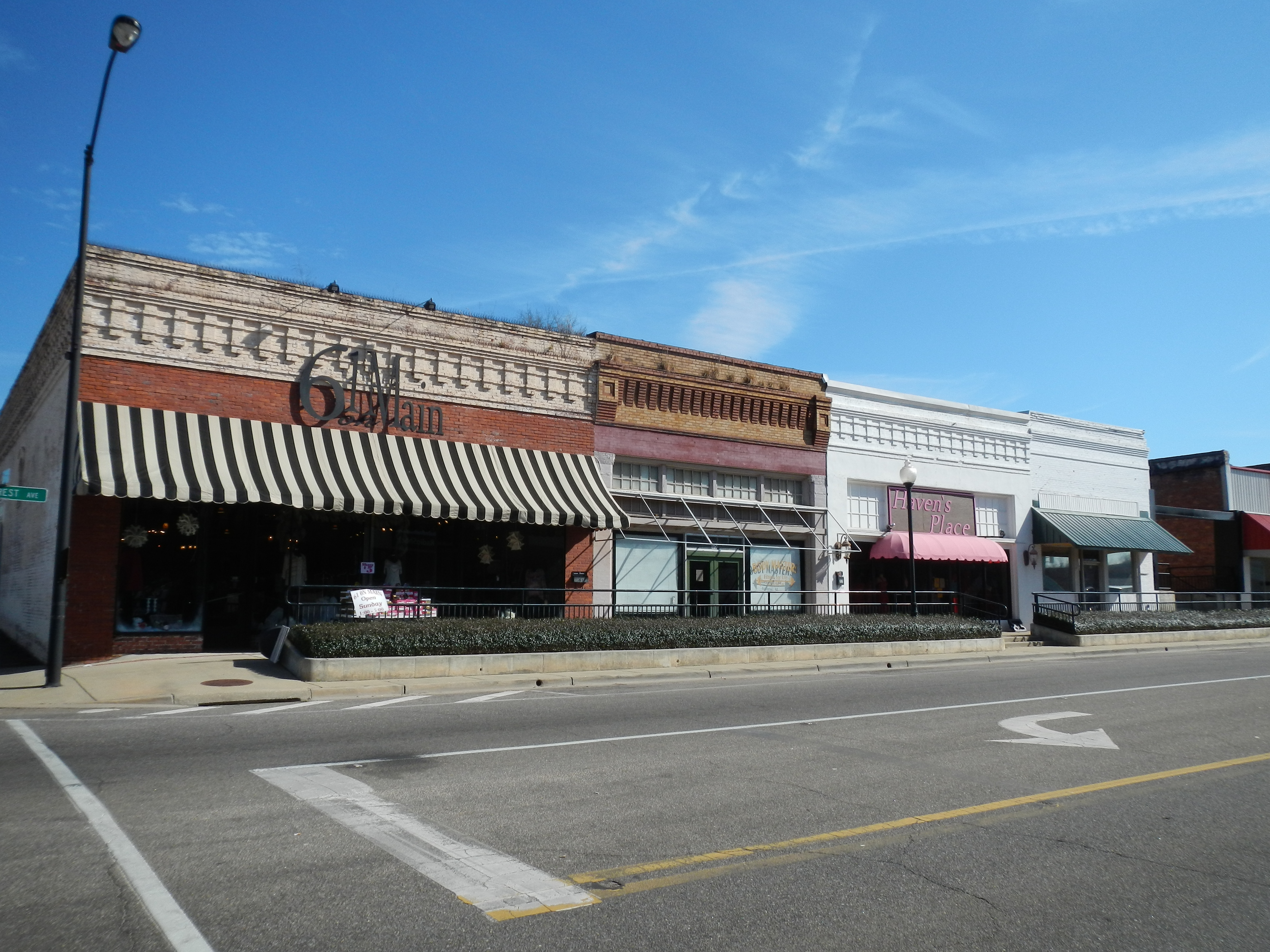
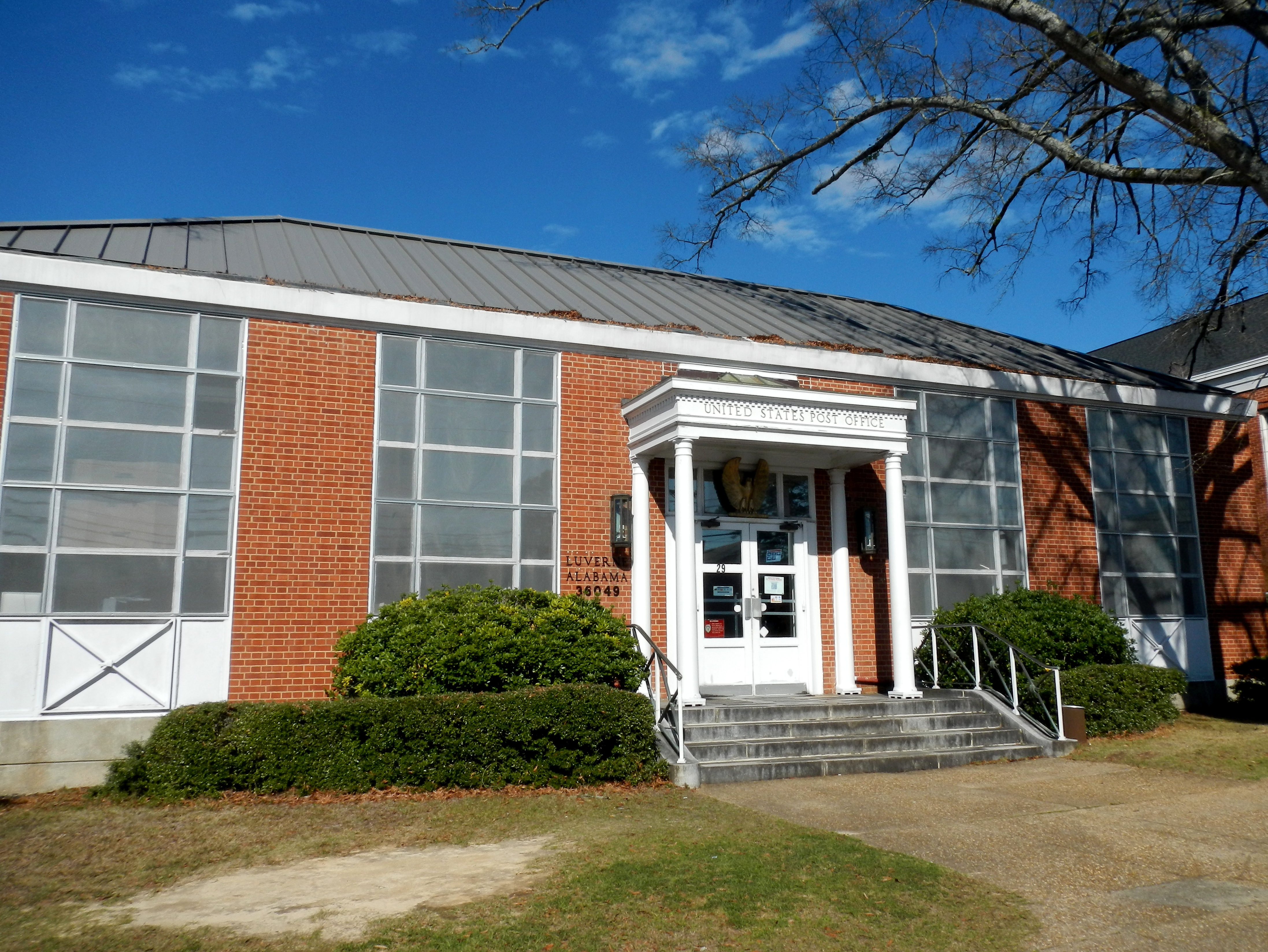
اداراه پست شهر لاورن
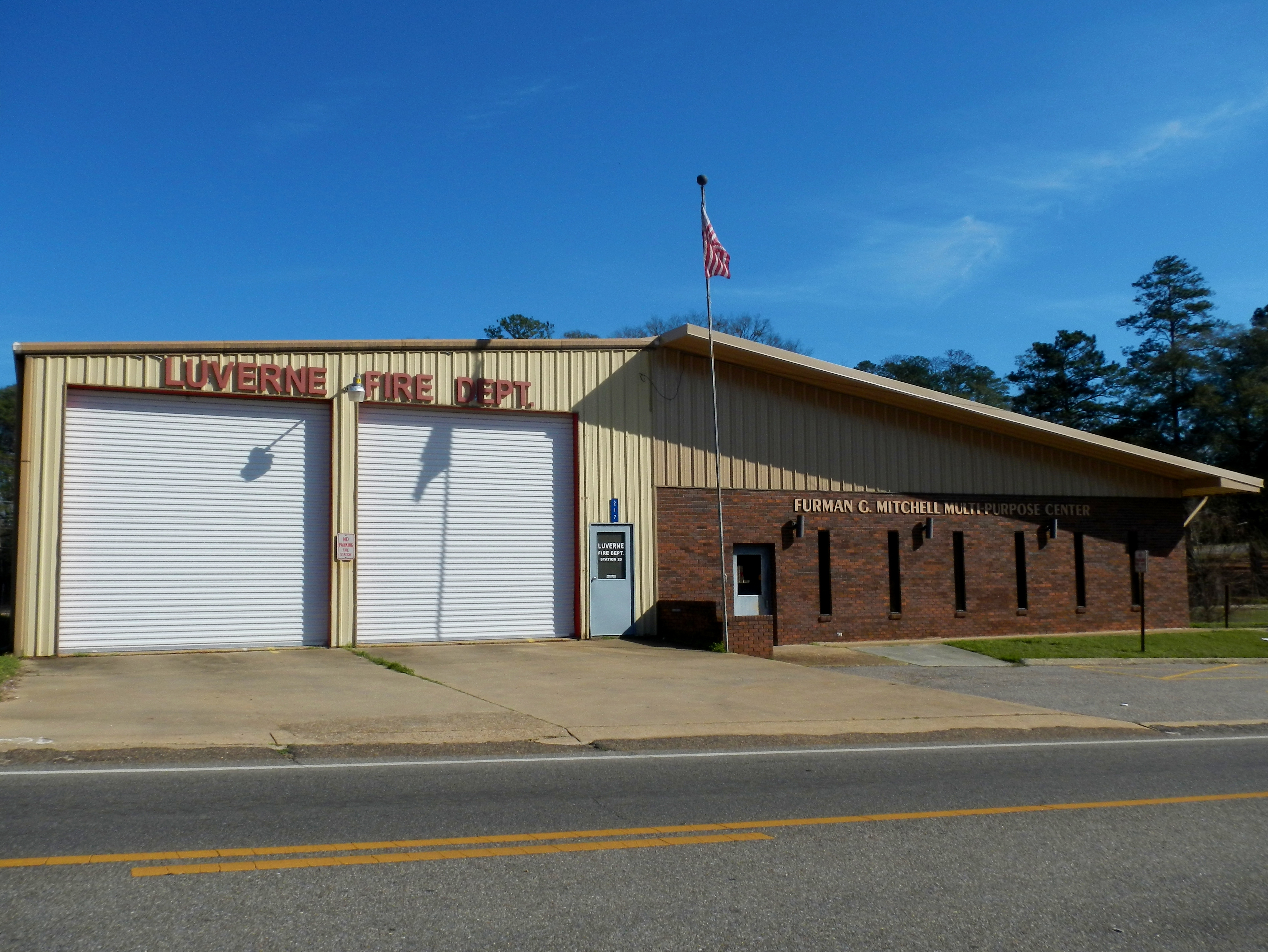
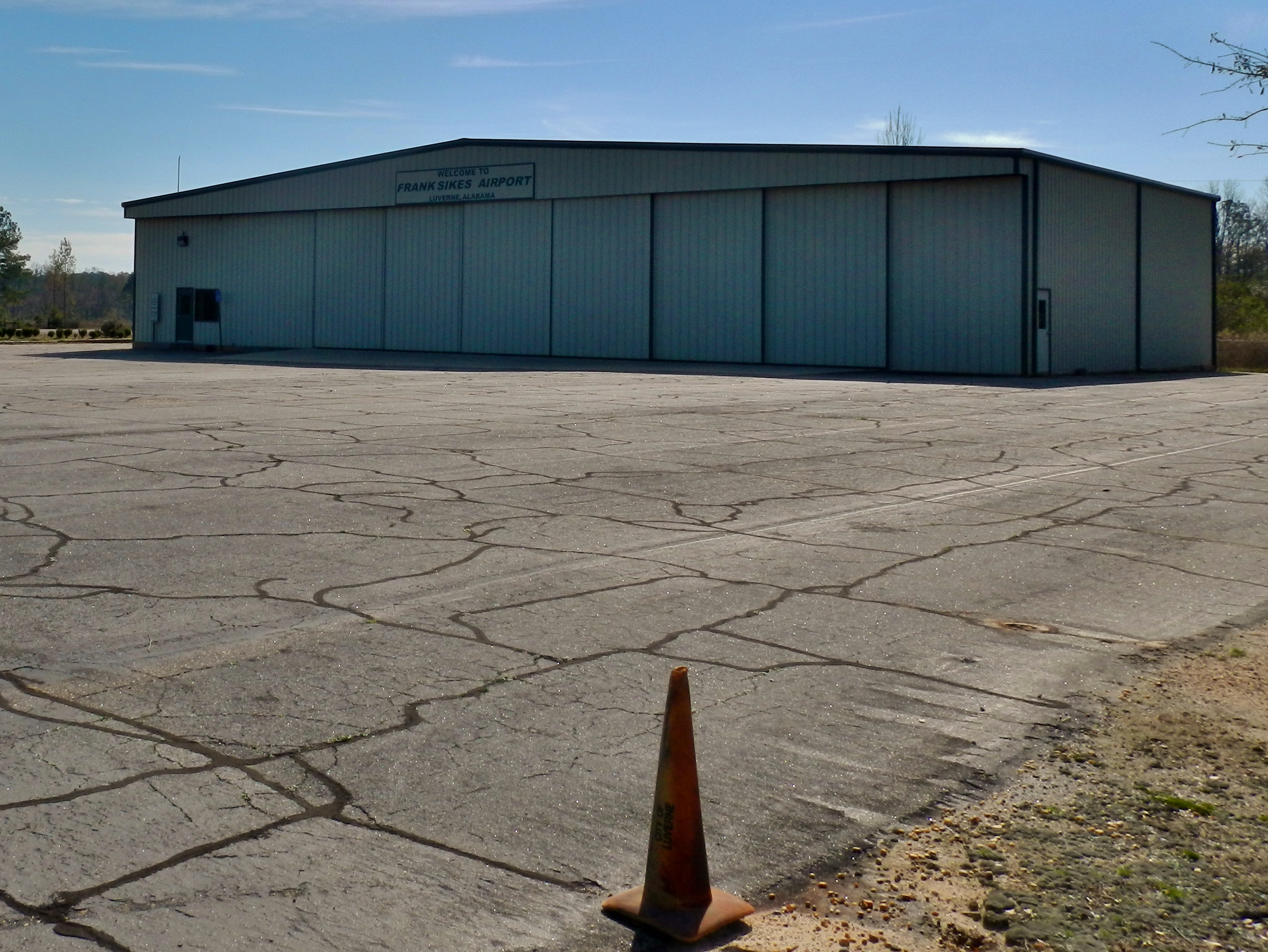
فرودگاه فرنک سایکس